# 空間ゼリー
空間ゼリー（くうかんゼリー）は日本の劇団。主宰者は脚本家坪田文。

## 概要
2002年7月に、当時、日本大学芸術学部演劇学科の1年に在学していた坪田文が呼びかけ、女性のみの劇団として結成した。
公式サイトによると、劇団名の由来は「不安定な『女』の心情、存在を液体でもない、固体でもない『ゼリー』という物質に例え、そういう者たちが存在する空間」とされている。
2011年7月31日をもって活動休止。

## 劇団員
- 斎藤ナツ子（さいとう なつこ、1985年7月28日 - ）ラヴァンス所属[2]。
- 佐藤けいこ（さとう けいこ、1984年11月9日 - ）JMO所属[3]。
- 細田善加（ほそだ よしか、2月20日 - ）
- 半田周平[4]
- 岩田博之（1976年5月12日 - ）[5]
- 木村延生（1980年2月20日 - ）[6]
- 西岡ひと美[7]
- 川嵜美栄子[8]
- 坪田文（つぼた ふみ、1983年7月7日 - ）脚本、主宰
- 深寅芥（みとら あくた、1976年7月24日 - ）演出
- 下山夏子（しもやま なつこ、1986年2月6日 - ）

### 過去の劇団員
- 岡田あがさ（おかだ あがさ、1986年9月18日 - ）[9]
- 北川裕子（きたがわ ゆうこ、1986年3月5日 - ）フォセット･コンシェルジュ所属[10]。
- 河野真衣（こうの まい、1986年4月22日 - ）[11]
- 榎本万里子（えのもと まりこ、1988年2月3日 - ）

## 公演
vol.1およびvol.2は、坪田文 脚本および演出。
vol.3以後で特記のないものは、坪田文 脚本、深寅芥 演出。
- 空間ゼリーvol.1「垣間見の病室」（2003年2月7日 - 9日、江古田ストアハウス）
- 空間ゼリーvol.2「恋愛修行僧」（2003年12月5日 - 7日、シアターバビロンの流れのほとりにて）
- 空間ゼリーvol.3「カラダホテル」（2004年7月30日 - 8月1日、江古田ストアハウス）
- 空間ゼリーvol.4「穢レ知ラズ」（2005年3月2日 - 6日、江古田ストアハウス）
- 空間ゼリーvol.5「つの隠し」（2006年3月3日 - 7日、池袋シアターグリーン BASE THEATER）
- 空間ゼリーvol.6「さよなら、マリー」（2006年8月16日 - 20日、池袋シアターグリーン BOX in BOX THEATER）
- 空間ゼリーvol.7「ゼリーの空間」（2007年3月3日 - 11日、池袋シアターグリーン BOX in BOX THEATER）
- 空間ゼリーvol.8「穢れ知らず」（2007年8月31日 - 9月9日、ザムザ阿佐谷）
- 空間ゼリーvol.9「私、わからぬ」（2008年4月9日 - 13日、赤坂レッドシアター）
- 空間ゼリーvol.10「Ido　Iwant」（2008年6月13日 - 22日、サンモールスタジオ）
- アップフロントエージェンシー（現：アップフロントプロモーション。以下本稿において同様）プロデュース「猫目倶楽部」（2008年11月27日 - 30日、池袋シアターグリーン BIG TREE THEATER）
- 劇団たいしゅう小説家 Presents 空間ゼリーの「夏の夜の夢」（2008年12月13日 - 21日、池袋芸術劇場小ホール2）
- アップフロントエージェンシープロデュース「UNO:R」（2009年7月1日 - 5日、池袋シアターグリーン BIG TREE THEATER）
- アップフロントエージェンシープロデュース「猫目倶楽部2」（2009年7月22日 - 27日、池袋シアターグリーン BIG TREE THEATER）
- 空間ゼリーvol.11「暗ポップ」（2009年8月26日 - 30日、赤坂レッドシアター）
- BS-TBS主催「恋するハローキティ」（2009年11月11日 - 19日、青山円形劇場）演出 武藤淳（TBS）
- 空間ゼリーvol.12「今がいつかになる前に」（2010年10月30日 - 11月7日、池袋シアターグリーン BIG TREE THEATER）